# Aino Aalto
Aino Maria Marsio-Aalto (Hèlsinki, 25 de gener de 1894 — 13 de gener de 1949) va ser una arquitecta i dissenyadora finesa, i una de les pioneres de l'arquitectura a Finlàndia. Va treballar conjuntament amb el seu marit Alvar Aalto, a qui se li atribueixen, generalment, els seus treballs.

## Disseny
En la carrera professional d'Aino Marsio, el disseny de mobles, interior de llars i objectes utilitaris tingué molta importància.
És coneguda com a cofundadora de l'empresa de disseny Artek i com a col·laboradora dels seus treballs més coneguts. Com a primera directora artística d'Artek, la seva producció creativa abastava tèxtils, llums, cristalleria i edificis. S'ha descobert que va ser Aino Marsio qui va completar el primer treball encarregat a Artek: la Biblioteca Viipuri, el 1935.

Biblioteca Viipuri

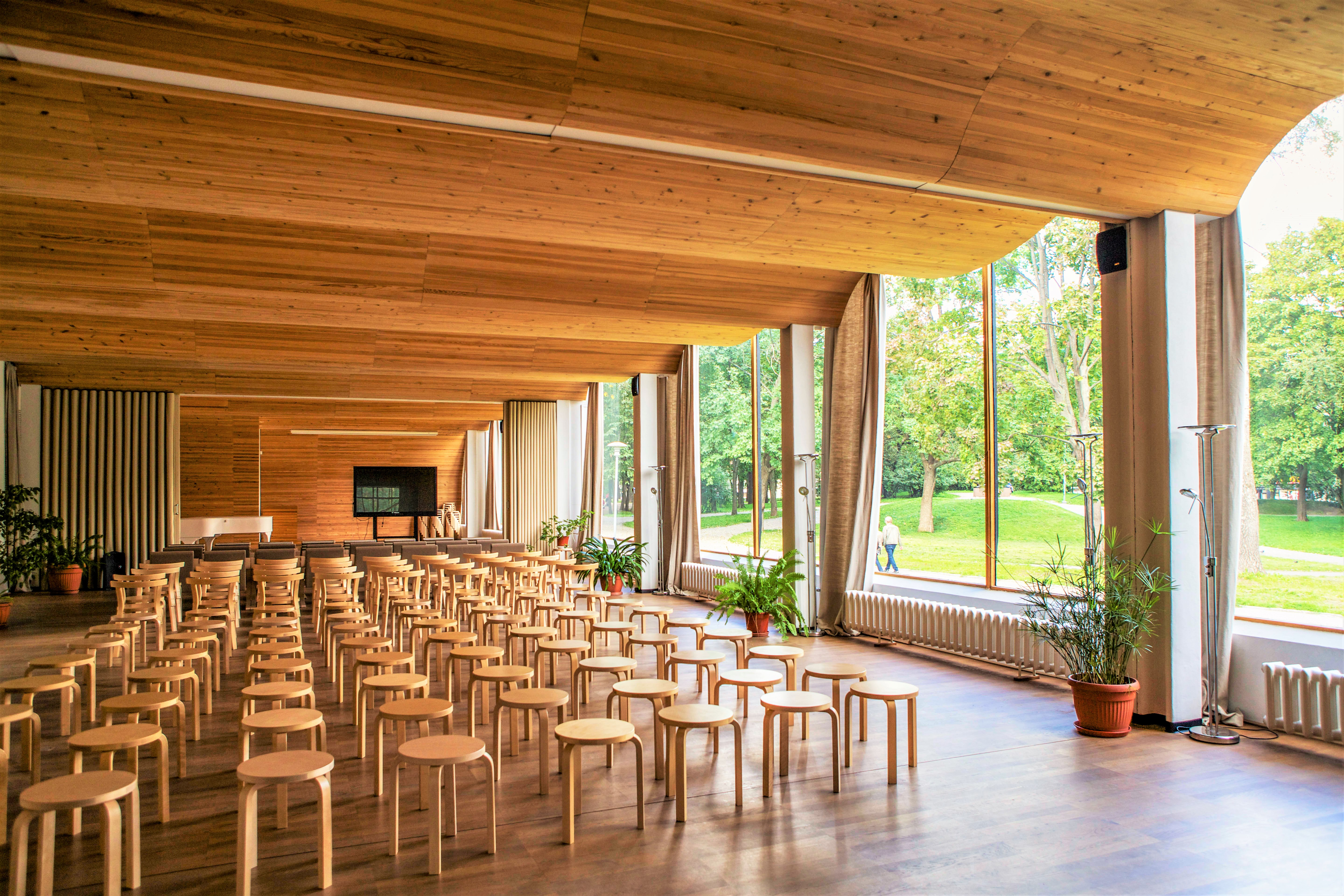
Interior de la Biblioteca Viipuri

El seu treball es troba a la col·lecció permanent del Museu d'Art Modern (MoMA) de Nova York, i el MoMA ha inclòs la seva obra en nou exposicions. La primera exposició d'Aino Aalto va ser Art in Progress: 15th Anniversary Exhibitions: Design for Use at MoMA el 1944. Altres exposicions importants van ser a la Barbican Art Gallery de Londres i Chelsea Space a Londres.

## Formació
Aino Marsio va néixer a Hèlsinki. La seva família vivia en un edifici d'apartaments cooperatiu a Hèlsinki. Va completar la seva educació escolar el 1913 a l'Helsingin Suomalainen Tyttökoulu (Escola de noies finlandeses d'Helsinki). Va començar els estudis d'arquitectura aquell mateix any a l'Institut de Tecnologia de Hèlsinki, i es va graduar com a arquitecta el 1920. En aquella època, quan tots dos eren estudiants, va conèixer el seu futur marit, Alvar Aalto.

## Activitat professional
El 1920 va anar a treballar per a l'arquitecte Oiva Kallio a Hèlsinki. El 1923 es va traslladar a la ciutat de Jyväskylä per treballar a l'oficina de l'arquitecte Gunnar Achilles Wahlroos, però l'any següent va passar a treballar a l'oficina d'Alvar Aalto i s'hi va casar el 1925. Els Aalto van passar el viatge de nuvis al nord d'Itàlia, un costum relativament habitual en aquella època per als joves arquitectes d'Escandinàvia, que viatjaven a Itàlia per estudiar una arquitectura que tindria una profunda influència en l'arquitectura escandinava durant la dècada de 1920, recollida en l'estil denominat 'classicisme nòrdic'.

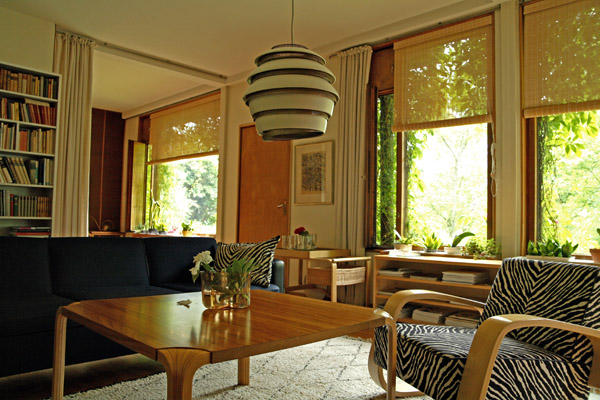
Interior de la casa dels Aalto a Hèlsinki

Els Aalto van traslladar la seva oficina a Turku el 1927 i van començar a col·laborar amb l'arquitecte Erik Bryggman. L'oficina es va traslladar de nou el 1933 a Hèlsinki. Els Aalto van dissenyar i construir una casa-oficina conjunta (1935–36) per a ells mateixos a Munkkiniemi, un suburbi de Hèlsinki, i més tard (1954–55) es van fer construir una oficina al mateix barri.
El paper d'Aino Aalto en el disseny de l'arquitectura atribuïda a Alvar Aalto mai s'ha verificat específicament. Les seves primeres obres construïdes eren majoritàriament edificis a petita escala, especialment viles d'estiu, dissenyades a l'estil del classicisme nòrdic. El primer projecte d'Aino que li va ser acreditat completament va ser Villa Flora (1926), la casa de vacances dels Aalto a l'oest de Finlàndia que expressava l'eficiència del modernisme i la senzillesa de la vida rural finlandesa. Però Aino Aalto no estava completament d'acord amb les ideologies del modernisme que s'estenia per Europa. En lloc d'això, va dissenyar cases per a la domesticitat, va parar atenció al nivell de confort d'una llar i va aplicar la materialitat i els mobles per aconseguir un espai càlid i pràctic que era rar en el modernisme del segle xx.

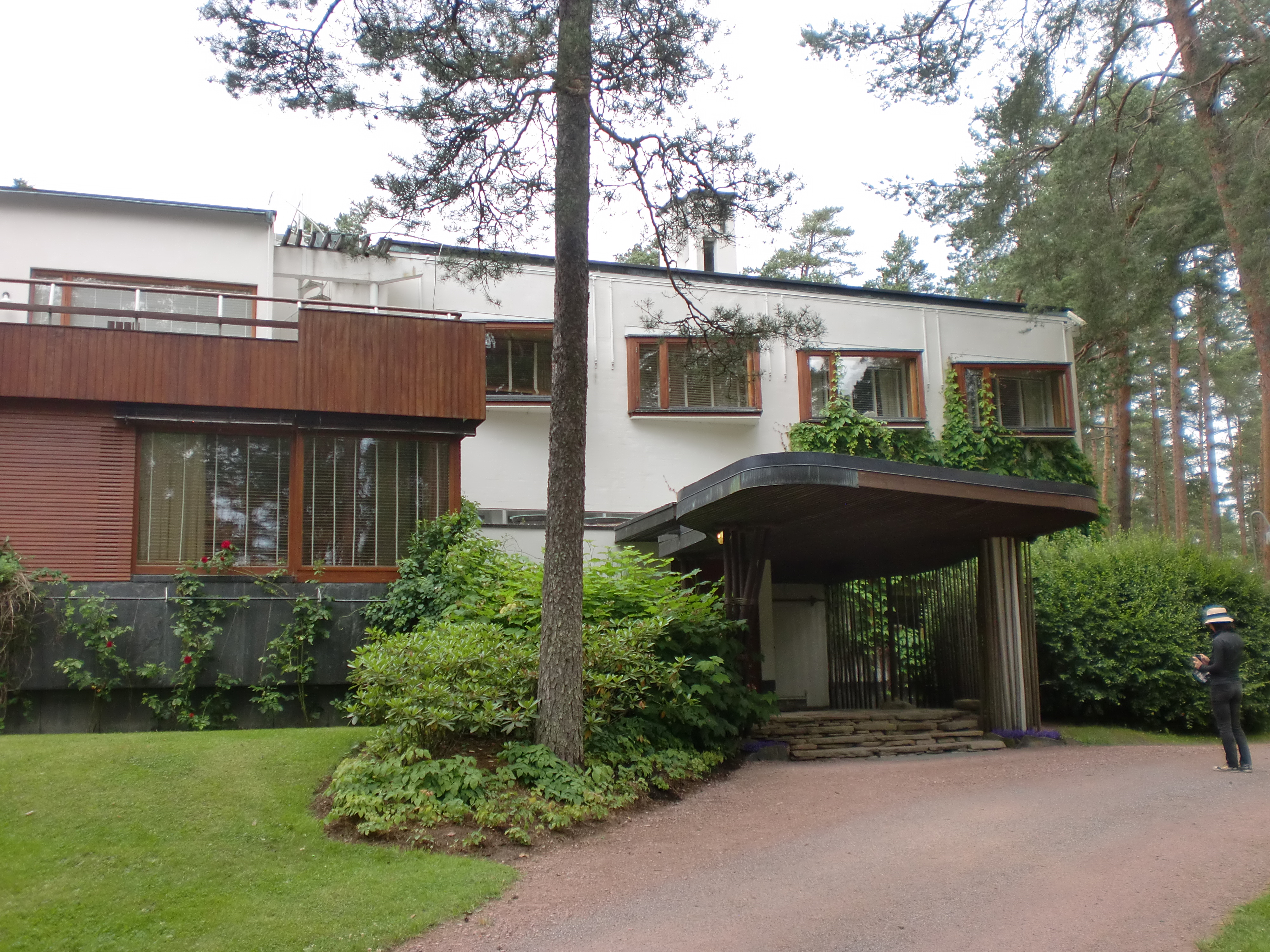
Villa Mairea, a Noormarkku

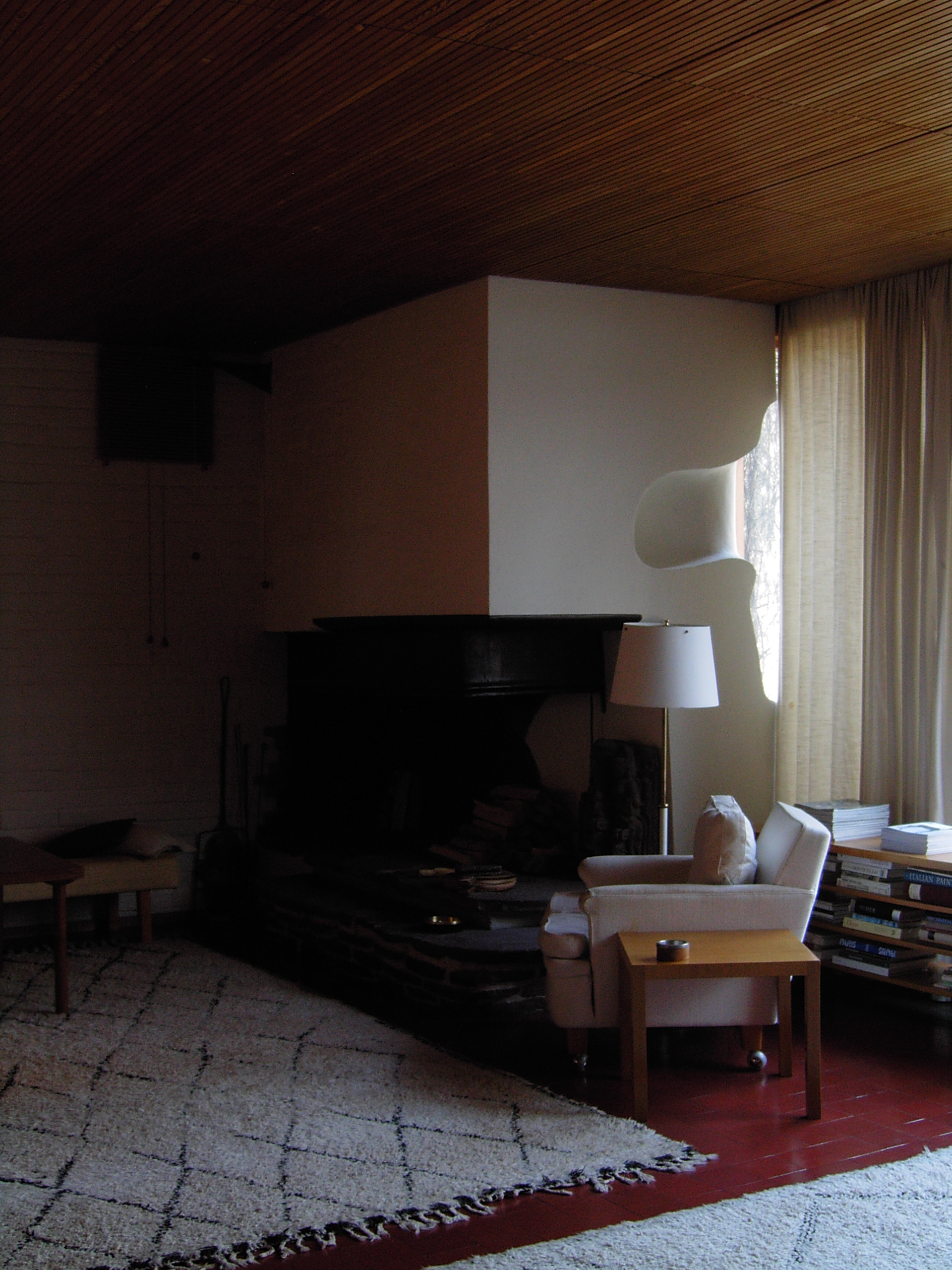
Villa Mairea. Interior

Així, per exemple, al 1930, dins del projecte Minimum Apartment Exhibition que van presentar a Hèlsinki, un apartament pensat per a la vida moderna, Aino Aalto va dissenyar la «Cuina Mínima», una cuina senzilla i funcional en el context de la dona emancipada de principis de segle xx, que constituïa l'element més interessant i nou de tot l'habitatge.
Se sap que en el treball de disseny es va concentrar més en el disseny d'interiors (com la Villa Mairea a Noormarkku de 1937–39), però també de mobles (com el Sanatori de Paimio de 1927–29). El 1935, els Aalto, juntament amb Maire Gullichsen (client principal de la Villa Mairea) i Nils-Gustav Hahlin, van fundar Artek, una empresa de venda d'aparells d'il·luminació i mobles dissenyats pels Aalto. Ella va ser la dissenyadora en cap d'Artek i més tard es va convertir en la directora general. Artek encara produeix mobles Aalto, però ara és propietat d'una empresa privada. En els primers anys d'Artek, els dissenys i estàndards de mobles van ser creats i revisats per ella i dels centenars de dissenys, només alguns són d'Alvar Aalto. També va supervisar els encàrrecs d'interiors, il·luminació, pantalles, tèxtils i altres objectes de la llar. Sota el seu lideratge, Artek va completar més de vuitanta interiors. Era una dissenyadora versàtil molt abans de la creació d'Artek. La seva sèrie d'objectes de vidre premsat va ser guardonada amb un premi a la Triennal de Milà el 1936. 
En els primers anys del seu matrimoni i associació de disseny, Aino Aalto i el seu marit participarien en concursos d'arquitectura amb les seves pròpies entrades separades. A mitjans de la dècada de 1920, els Aalto es van convertir en els primers arquitectes de Finlàndia a adoptar l'estil funcionalista purificat d'arquitectura procedent del centre d'Europa. En l'obra individual d'Aino Aalto, això surt a la seva entrada al pavelló finlandès de l'Exposició Universal de Nova York de 1939, el primer premi del qual, però, va guanyar Alvar Aalto. El treball d'Aino sempre es va mesurar en comparació amb els èxits del seu marit i sovint es va mantenir pendent mentre Alvar aconseguia el reconeixement dels seus projectes conjunts.

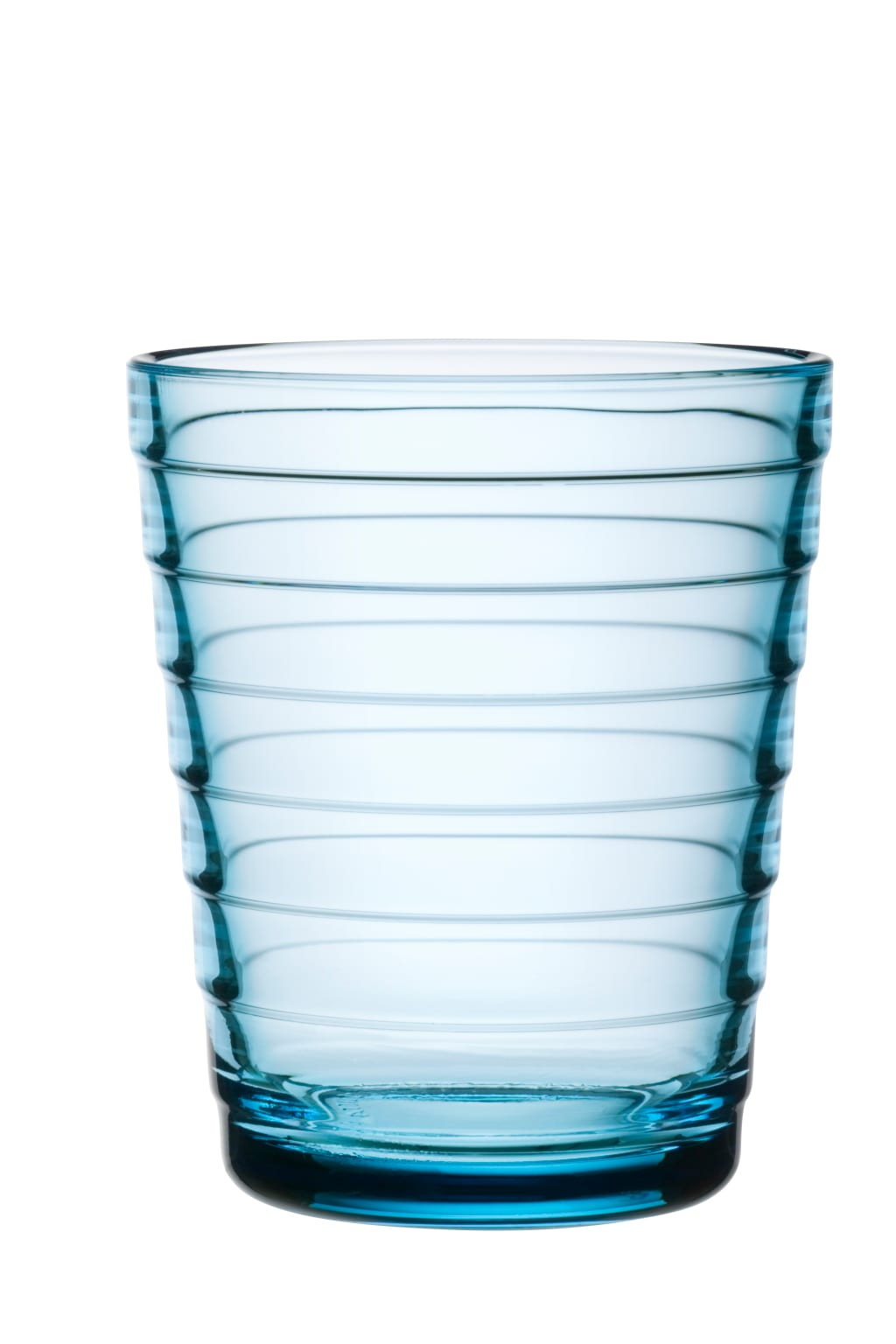
Bölgeblick. Un got per a la producció massiva, guardonat pel seu disseny.

Aino Aalto també va dissenyar diversos objectes de vidre per a l'empresa finlandesa Iittala, que fabricava objectes per a la llar. El seu disseny de vidre més famós encara està a la venda, i se n'estan estenent còpies lleugerament diferents fetes per empreses com IKEA. El disseny Bölgeblick, d'Aino Marsio, de 1932, va guanyar la medalla d'or a la VI Triennal de Milà del 1936. També va col·laborar amb el seu marit en el disseny del famós gerro Savoy el 1936.
Aalto va treballar a l'oficina d'Artek fins al 1949, quan va morir de càncer. Ella va marcar el to de l'enfocament creatiu i comercial de l'Artek que encara està intacte.
El 2004 es va organitzar una exposició al Museu Alvar Aalto, a Jyväskylä, Finlàndia, amb l'obra d'Aino Aalto.

## Exposicions [ modifica ]
- 2021 Design for Modern Life MoMA, NY, EUA
- 2018 Modern Couples - Art, Intimacy and the Avant-garde Barbican Art Gallery Londres, Regne Unit
- 2017 Aino Aalto protagonitza l'exposició a escala infantil Alvar Aalto Museum, Jyväskylä, Finlàndia
- 2016/2017 Com hem de viure? Proposicions per a l'interior modern MoMA, NY, EUA
- 2014 Nordic Art and Vintage Design Galerie Christian Roellin, St. Gallen, Suïssa
- 2013-2014 Designing Modern Women 1890–1990 MoMA, NY, EUA
- 2009 INTO THE WOODS: An Exploration of Italian Chelsea space Londres, Regne Unit
- 2006 Art i tecnologia. Moments de la història d'Artek Alvar Aalto Museum Jyväskylä, Finlàndia
- 2006 Elecció de l'artista: Herzog & de Meuron, Perception Restreined MoMA, NY, EUA
- 2004 Humble Masterpieces MoMA, NY, EUA
- 2004 Exposició individual al Museu Alvar Aalto de Jyväskylä, Finlàndia[9][10]